# Kopítxintsi
Kopítxintsi (en ucraïnès: Копичинці, en rus:Копычинцы, en polonès:Kopyczyńce) és una ciutat de la província de Ternópill, a Ucraïna. És situada a 55 km al sud-est de Ternópil, la capital de l'óblast.
Segons el cens de 2020, tenia 6.627 habitants.
El primer esment escrit data del 1349. El 1564 va rebre les drets de ciutat. Fins a 1772 pertanyia a la Confederació de Polònia i Lituània.

## Persones
- Vassil Ivantxuk, Gran Mestre d'escacs (Вас́иль Миха́йлович Іванчу́к, 1969)
- Pinhas Lavon, polític i ministre israelià